# جیمز بی. مکفرسون
جیمز بی. مکفرسون (انگلیسی: James B. McPherson; ۱۴ نوامبر ۱۸۲۸ – ۲۲ ژوئیهٔ ۱۸۶۴) فرد نظامی اهل ایالات متحده آمریکا بود.